# Sexto Congresso do Partido Comunista de Cuba

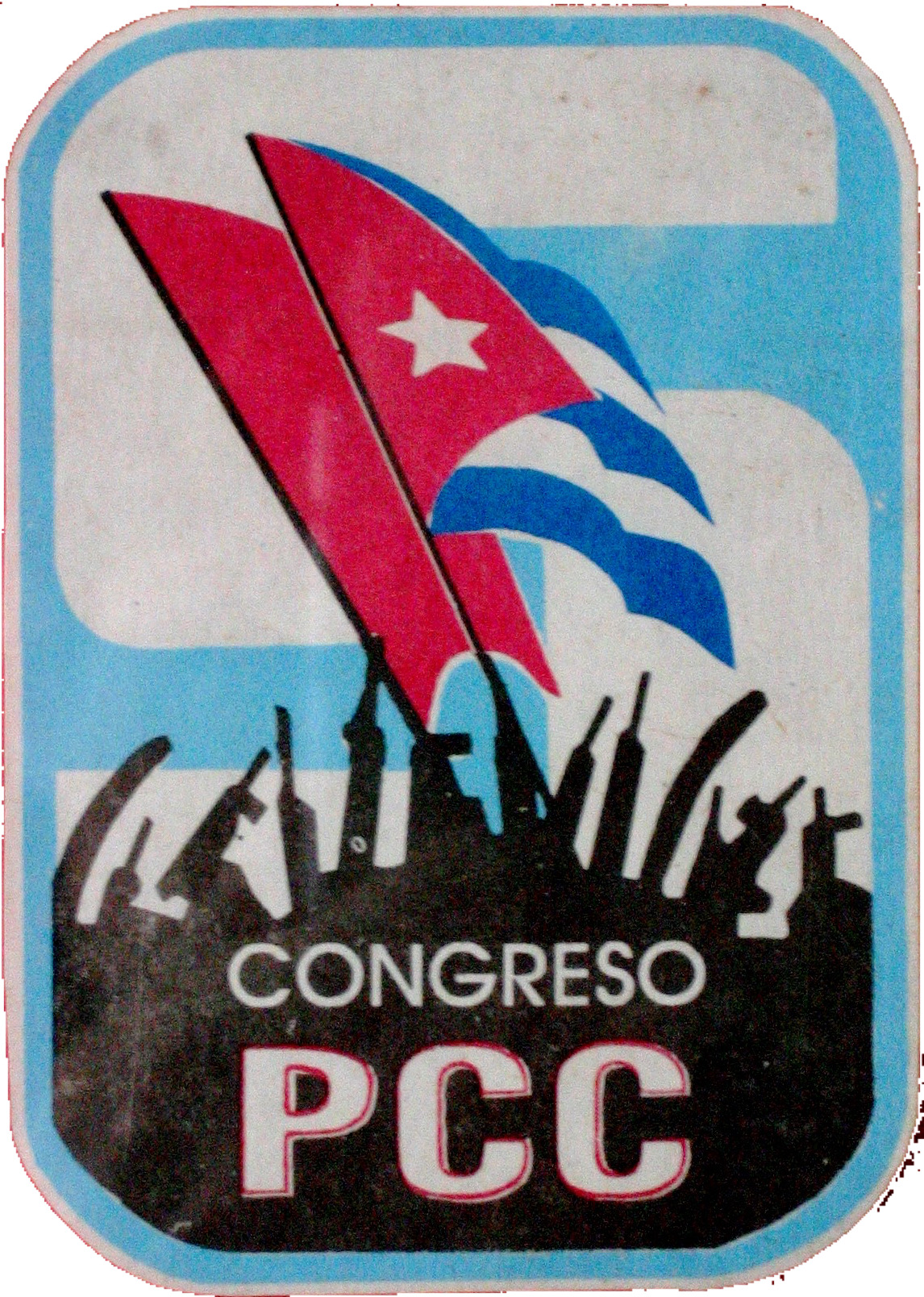

O Sexto Congresso do Partido Comunista de Cuba, ou VI Congresso do PCC, foi um evento do partido político do governo de Cuba que teve lugar em 16 de abril de 2011 na cidade de Havana. O foco principal do congresso foi a introdução de reformas económicas, sociais e políticos a fim de modernizar sistema socialista do país. O Partido Comunista de Cuba (PCC) também elegeu Raúl Castro como o seu Primeiro Secretário, o cargo estava vago desde que Fidel Castro deixou o cargo em 2006.

## Antecedentes
O PCC não tinha convocado um congresso desde 1997 e nenhuma reforma económica significativa surgiu durante o V Congresso. O "Sexto Congresso" tinha sido programado para 2009, mas foi adiado devido à crise econômica global. O PCC, no Relatório Central, afirma em 16 de abril de 2011 que o "Congresso realmente teve seu inicio em 9 de novembro de 2010 com o Projeto de Diretrizes da Política Económica e Social do Partido e da Revolução foram liberados, seguido por um período de discussões públicas e consultas entre o dia 1 de dezembro de 2010 a 28 de fevereiro de 2011.
De acordo com o governo cubano, 8.9 milhões de pessoas estavam envolvidas nesta fase, resultando em mudanças para 68% das orientações e diretrizes e um aumentando em seu número de 291 para 311.

## O Congresso
O congresso foi aberto em 16 de abril com um grande desfile militar em Havana, em comemoração ao cinquentenário da luta do povo cubano para impedir a invasão de "Playa Girón" (Baía dos Porcos). Foi seguido pelo presidente de Cuba e Segundo Secretário do partido, Raúl Castro, a apresentação do Relatório Central.  Em termos de economia, algumas das notas chave incluem proposta de gradualmente abolir a prática de distribuir bens subsidiados por meio do racionamento, e firmemente rejeita a ideia de uma terapia de choque na economia. Sobre as partes não-estratégicas da economia, Castro falou sobre os benefícios da redução do papel do setor público, bem como da descentralização e da desregulamentação. O discurso também abordou a necessidade de reformas políticas, incluindo a sugestão de limitar aqueles que detêm altos cargos políticos a dois mandatos de cinco anos, a fim de rejuvenescer as instituições do país.
No dia 17 de abril e 18 de abril, 997 delegados, representando cerca de 800.000 membros do partido, dividido em cinco comissões, debateram sobre o Projeto de Diretrizes Económico e Social e aprovaram o Relatório Central

## Algumas concessões aocapital estrangeiro
O plano busca ampliar a captação de inversão estrangeira (Ponto 89).  e captar recursos externos comprometendo-se ao pagamento da divida externa (Ponto 65). 
Ademais, o Ponto 96 prevê “Promover a criação das Zonas Especiais de Desenvolvimento que permitam incrementar a exportação, a substituição de importações efetivas, os projetos de alta tecnologia e desenvolvimento local; e que contribuam com novas fontes de emprego.” Entre essas novas áreas, estão marinas, campos de golfe e condomínios de luxo para atrair turistas de maior poder aquisitivo.
O problema da circulação de duas moedas (o peso cubano e o CUC) passará a “ser estudado e se decidirá quando a marcha da economia o permita” o que expressa a contradição irresoluta entre uma economia nacionalizada e um regime de retribuição do trabalho onde prima o Peso cubano, e um setor “de mercado” aberto a inversão estrangeira, o turismo e a inversão estrangeira, onde prima o CUC.”.

## Setor de autônomos, cooperativista e privado
Com a mudança na gestão das empresas públicas articula-se a perspectiva de "adotar um novo modelo de gestão" (Ponto 167).    Assim se amplia os espaços para a iniciativa de particulares e concede a eles mais independência, acesso ao crédito e autonomia para adquirir insumos, contemplando a existência de empresas mistas; além da expansão das cooperativas, especialmente no setor agropecuário, e diferentes formas de trabalho por conta própria que, por mais de não seja um setor propriamente burguês, mas um setor de “pequena produção mercantil simples” (e depósito do desemprego), ao debilitar o setor nacionalizado, não dar atenção a um programa integrado de industrialização estatal e não poder priorizar a classe operária para articular estas camadas da economia de transição, terá que servir de base social e caldo de cultivo através do mercado e da corrupção para as forças mais abertamente restauracionistas, por mais que seja previsto colocar limites pois “não será permitido a concentração da propriedade em pessoas jurídicas ou físicas”.

## Produtividade e ajuste a custo dos trabalhadores
O documento tem como um de seus eixos “eliminar ‘plantas infladas’ em todas as esferas da economia e produzir uma reestruturação do emprego, fórmulas não estatais” (...) “Aumentar a produtividade do trabalho, elevar a disciplina e o nível de motivação do salário e estímulos, eliminando o igualitarismo nos mecanismos de distribuição e redistribuição da renda. Como parte desse processo será necessário suprimir gratuidades indevidas e subsídios pessoais excessivos.” Ou seja, o custo do esforço para superar a crise será jogada nas costas dos trabalhadores, já que não há menção aos salários e privilégios das camadas dirigentes de funcionários e gerentes.
O Ponto 19 informa que “Os salários dos trabalhadores das empresas estatais estarão vinculados aos resultados finais que obtenham” e o Ponto 22 diz que “As empresas terão independência para a aprovação de suas próprias planilhas de cargos”. O Ponto 159 confirma que se “desenvolverão processos de disponibilidade de trabalho” e já foi anunciado uma primeira etapa de redução de planilhas que demitirá meio milhão de empregados públicos, acabando pela primeira vez o pleno emprego desde os primeiros anos da revolução. O Ponto 161 pretende “fortalecer o papel do salário na sociedade” e reduzir as “gratuidades indevidas e os benefícios sociais excessivos”, já havendo começado a eliminação de restaurantes operários (Ponto 164), e assim como de outras conquistas trabalhistas. O Ponto 162 fala de “uma eliminação ordenada” do livro de abastecimento, supressão que afetará os setores mais pobres, junto à diminuição de gastos sociais, a supressão de subsídios, o aumento de tarifas (como as elétricas, previstas no ponto 230) as variações salariais e o desemprego disfarçado de “trabalhador por conta própria” como formas de disciplinar a força de trabalho. Outros pontos adiantam restrições no acesso ao estudo universitário, maior controle no sistema médico etc. Tudo isso junto a uma campanha contra o igualitarismo, a disciplina trabalhista etc, que é funcional à “reeducação” da classe operária para aceitar condições de “mercado de trabalho” que haviam sido erradicadas há meio século pela revolução

## Restrição no processo burocrático
O Gramma declarou que “Neste processo quem decide é o povo”, apresentando como se abrisse uma discussão democrática de massas em Cuba, noentanto, a Liga Estratégia Revolucionária - Quarta Internacional coloca que "(...)Um verdadeiro debate de massas exigiria a mais ampla liberdade de organização dos trabalhadores com direito a difundir outras plataformas e inclusive construir sindicatos independentes ou tendências políticas (com a restrição de que sejam apenas as que se coloquem em defesa da revolução) em um regime de ampla e genuína democracia operária. A direção nega isso, ao mesmo tempo que negocia com a Igreja – o partido católico da contra-revolução – e lhe permite funcionar, celebrar missas e se preparar para ser a oposição reconhecida. ”

## Lista de congressos nacional do partido
- 1.º Congresso (Dezembro de 1975)
- 2.º Congresso (Dezembro de 1980)
- 3.º Congresso (Fevereiro de 1986)
- 4.º Congresso (Outubro de 1991)
- 5.º Congresso (Outubro de 1997)
- 6.º Congresso (16-19 de abril de 2011)